# Walter Thiel

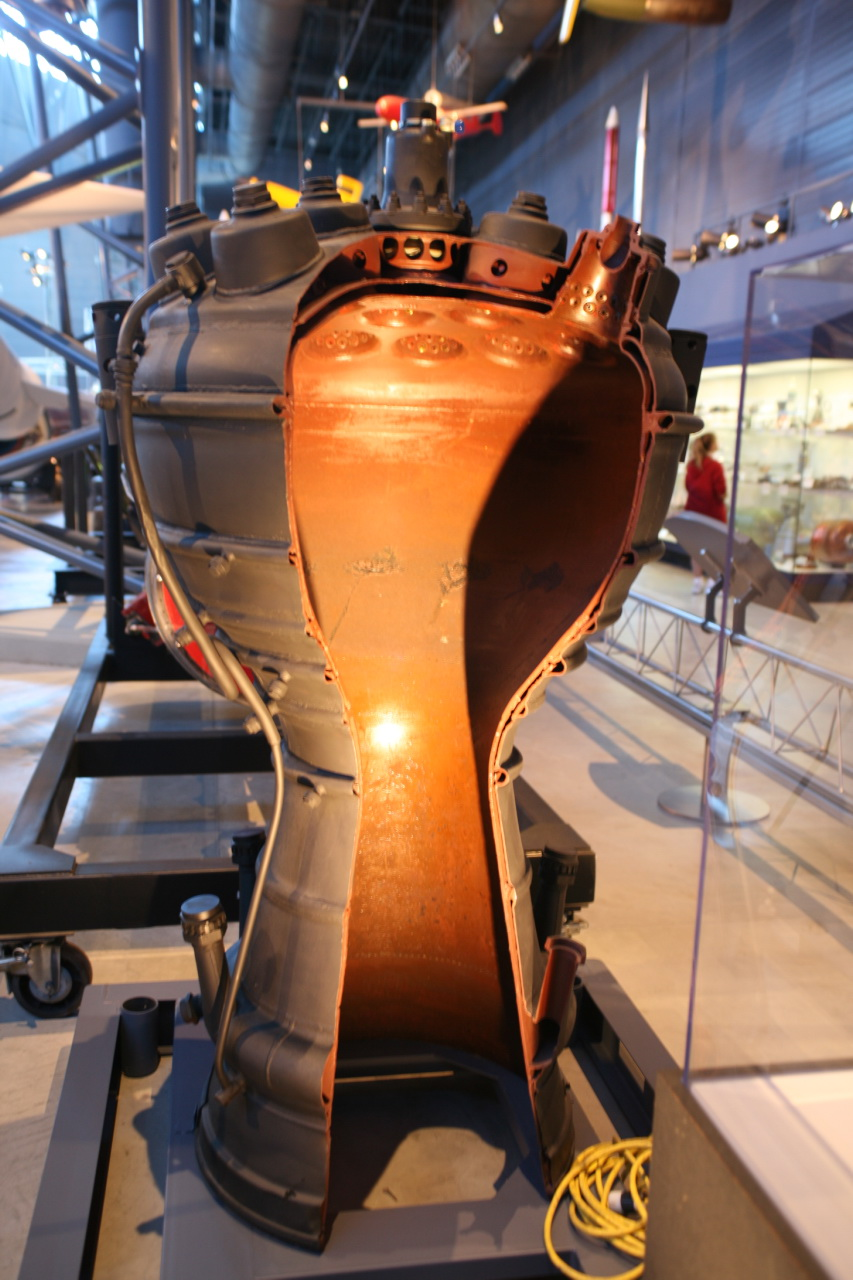
Cámara de combustión del motor-cohete del V2, a cuya puesta a punto contribuyó Thiel decisivamente.

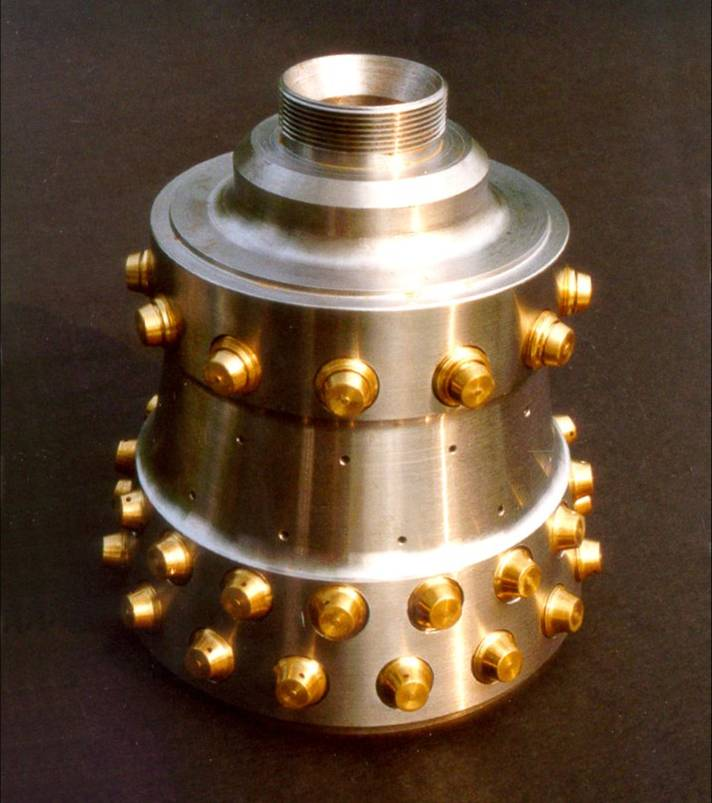
Uno de los inyectores de la cámara de combustión del motor del V2.

Walter Thiel (Breslau, 3 de marzo de 1910 - Karlshagen, 18 de agosto de 1943) fue un químico alemán, especializado en motores cohete. Desempeñó un papel clave en su desarrollo, poniendo a punto el sistema de propulsión del misil V2.

## Estudios
Walter Oskar Erich Thiel nació en 1910 en Breslau (actualmente Polonia). Era el segundo hijo de Oskar Thiel y de Elsa Prinz. Culminó con brillantez sus estudios primarios y secundarios. Ingresó en 1929 en la Escuela Técnica de Breslau, donde estudió química. Sus muy buenos resultados académicos le permitieron conseguir una beca del Studienstiftung des deutschen Volkes. En 1933 obtuvo su diploma de ingeniero, con menciones en sus siete materias. Inició su doctorado en la Universidad Humboldt de Berlín en 1934.

## Desarrollo de la propulsión de los misiles V2
A su salida de la universidad, la Oficina Central Alemana de Desarrollo de Armamento lo contrató para efectuar investigaciones de base sobre los cohetes. Thiel sucedió a Kurt Wahmke, que había fallecido tras una explosión durante las pruebas de un motor cohete.
En 1936, Thiel fue contratado por Walter Dornberger como responsable del desarrollo de un motor-cohete de 25 toneladas de empuje, objetivo muy ambicioso a tenor del avance de la propulsión a chorro en aquella época. Trabajó inicialmente en el centro de pruebas de Kummersdorf, cerca de Berlín, para trasladarse después en 1940 a la base de Peenemünde, donde habían sido reagrupados los centros de investigación de pruebas y de producción del futuro misil V2. Fue nombrado director adjunto del establecimiento, directamente por debajo de Wernher von Braun.
Sus investigaciones fueron coronadas por el éxito cuando el 3 de octubre de 1942 el primer misil V2 consiguió despegar. Pero en 1943, Thiel comenzó a preocuparse al igual que numerosos otros investigadores, al considerar que el motor-cohete no estaba todavía listo para la producción en masa exigida por las militares, presentando su dimisión el 17 de agosto de 1943. Solicitó una plaza de profesor en una universidad, pero Dornberger se negó a dejarlo marchar.
En la noche del 17 al 18 de agosto de 1943, la Real Fuerza Aérea Británica efectuó un bombardeo masivo sobre la base de Peenemünde, durante el cual numerosos técnicos, ingenieros y trabajadores voluntarios perdieron la vida, incluyendo a Walter Thiel con su mujer y sus dos hijas.

## Trabajos destacados
Los trabajos de Thiel versaron sobre dos campos relacionadas con la propulsión a chorro:
- La investigación sobre combustibles (ergoles), respondiendo mejor a las numerosas restricciones asociadas con su trabajo en un motor cohete: almacenaje, peligrosidad, ignición y velocidad de eyección.[6]
- Thiel innovó especialmente poniendo a punto las principales características de la cámara de combustión de los motores-cohete de gran potencia: geometría, encendido, sistema de inyección y sistema de refrigeración.[7]

## Eponimia
- El cráter lunar Thiel,[8] ubicado sobre la cara oculta de la Luna, lleva este nombre en su memoria.[9]